# En mors historie
En mors historie er en dansk dokumentarfilm fra 2002, der er instrueret af Cathrine Marchen Asmussen.

## Handling
Hun er en af de tørklædeklædte kvinder på Nørrebro i København. En ældre kvinde med tildækket hår og lang, brun frakke. En del af gadebilledet - men udadtil anonym og tavs. Hun taler ikke dansk og blander sig ikke i anliggender, der ikke direkte vedrører familien. Men selvfølgelig har hun et navn og en historie. Hun hedder Gülendam Sahin og kom til Danmark fra en lille tyrkisk landsby for tredive år siden. Dengang forestillede hendes mand sig, at de siden skulle vende tilbage til Tyrkiet. Nu er manden død, børnene er voksne og har uddannelse, job og egne familier. Tilbage i lejligheden sidder Gülendam Sahin og spekulerer over, hvad der skete med familietraditionerne og drømmene i mødet med den danske kultur.